# Cyrestis wernickei
Cyrestis wernickei är en fjärilsart som beskrevs av Otto Staudinger 1886. Cyrestis wernickei ingår i släktet Cyrestis och familjen praktfjärilar. Inga underarter finns listade i Catalogue of Life.